# Myxophora apotheciicola
Myxophora apotheciicola är en lavart som beskrevs av Nik. Hoffm. & Hafellner 2000. Myxophora apotheciicola ingår i släktet Myxophora, klassen Dothideomycetes, divisionen sporsäcksvampar och riket svampar.   Inga underarter finns listade i Catalogue of Life.